# Heinrich Fincke
Heinrich Wilhelm Christian Fincke (* 30. Juni 1879 in Neuss am Rhein; † 24. Juli 1965 in Köln) war ein deutscher Chemiker und Lebensmittelchemiker, der vor allem für seine Beiträge über Kakao, Kakaoprodukte und Süßwaren bekannt wurde.

## Werdegang
Fincke ging 1895 mit den „Einjährigen“ Abschluss vom Paulinischen Gymnasium in Münster ab. In Radevormwald absolvierte er anschließend eine Lehre zum Apotheker. Ab dem Jahr 1901 studierte Fincke an der Universität Münster Pharmazie und Lebensmittelchemie. Die Examina legte er in beiden Fächern mit „Sehr gut“ ab. Parallel war Fincke in dieser Zeit Assistent an der Landwirtschaftlichen Versuchsanstalt Münster bei Joseph König, dem Begründer der Lebensmittelchemie in Deutschland. In dieser Zeit legte er erste Publikationen vor über die „Samen von Parkia africana und den daraus hergestellten Daua-Daua-Käse“ und „über den Gehalt von Pfeffer und Kakao an Cellulose, Lignin und Kutin“. Danach ging Fincke nach Rostock, um an der Universität Rostock Chemie zu studieren. Nach Ablegung des Verbandsexamens promovierte er im Jahr 1909 in Rostock mit einer Arbeit über Stereometrie bei Derivaten des Diphenyläthylens. Später war Fincke unter anderem an der Nahrungsmittel- und Untersuchungsanstalt Köln tätig, wo er unter anderem Arbeiten über Pyridin in Speiseeis und Ameisensäure in Lebensmitteln veröffentlichte.
Später leitete er das Laboratorium der Kakao- und Zuckerwarenfabrik Stollwerck in Köln, wo er zahlreiche Untersuchungsverfahren für Lebensmittel verbesserte und erstellte. So fand er die erste genaue und einfach ausführbare Bestimmung von Lactose. Bei Stollwerck wurde Fincke zum führenden Kakao-Experten: er veröffentlichte 1929 ein Buch über die Kakaobutter und ihre Verfälschungen und 1936 das Handbuch der Kakao-Erzeugnisse, das „Weltgeltung“ erreichte. Dieses Handbuch wurde 1965 unter Mitwirkung seines Sohnes Albrecht Fincke neu überarbeitet wieder aufgelegt.
Fincke hat insgesamt mehr als 500 Veröffentlichungen vorgelegt, neben chemisch-analytischen Forschungen auch Arbeiten über das Gefüge und die Zusammensetzung von Nahrungsmitteln und die Herkunft von lebensmittelrechtlichen Begriffen.
Im Jahr 1944 erhielt er die Joseph-König-Gedenkmünze der Gesellschaft deutscher Chemiker.
Seit 1922 war Fincke mit Wilhelmine Elisabeth Janzen verheiratet. Er starb 1965 im Alter von 86 Jahren in einem Kölner Krankenhaus.

## Veröffentlichungen (Auswahl)
- Handbuch der Kakaoerzeugnisse. Ihre Geschichte, Rohstoffe, Herstellung, Beschaffenheit, Zusammensetzung, Anwendung, Wirkung, gesetzliche Regelung und Zählberichte, dargestellt für Gewerbe, Handel und Wissenschaft. Springer, Berlin 1936. 2. Auflage, herausgegeben und völlig neubearbeitet von Albrecht Fincke unter Mitarbeit von Hans Lange und Jürg Kleinert. Springer, Berlin/Heidelberg/New York 1965.
- (mit Ferdinand Rembor): Was muß der Verkäufer von Kakao, Schokolade und Pralinen wissen? Ein verkaufskundlicher Lehrgang für den Unterricht an Berufs-, Gewerbe-, Handels- und Verkaufs-Schulen. Eine Anleitung für Geschäftsinhaber und Beschäftigte im Schokoladenhandel. Theobroma-Verlag (Verlag der deutschen Schokoladenzeitung), Berlin 1931. 2., unveränderte Auflage 1934. 3., unveränderte Auflage, Theobroma-Verlag, Selhausen 1950. 4., unveränderte Auflage 1954.
- Die Kakaobutter und ihre Verfälschungen. Untersuchungen über die physikalischen und chemischen Eigenschaften der aus Kakaobohnen gewonnenen und in Kakaoerzeugnissen enthaltenen Fette, sowie über den Nachweis von Verfälschungen dieser Fette. Zugleich Beitrag zur Ausgestaltung und Vereinheitlichung der allgemeine Speisefett-Untersuchungsverfahren (= Monographien aus dem Gebiete der Fett-Chemie. Band 12). Wissenschaftliche Verlagsgesellschaft, Stuttgart 1929.
- 50 Jahre Chemikertätigkeit in der deutschen Schokoladen-Industrie. Festschrift zum fünfzigjährigen Bestehen des Chemischen Laboratoriums der Gebrüder Stollwerck A.-G. Köln. Köln 1934.
- Kleines Fachbuch der Kakaoerzeugnisse. Eine kurze Übersicht über Rohstoffe, Herstellung, Eigenschaften und Nahrungswert von Kakaopulver und Schokolade. Springer, Berlin 1936.
- Verzeichnis der Druckschriften über Kakao- und Kakaoerzeugnisse. Versuch einer Bibliographie des Kakaos. A. Uhlig, Dresden. (1. Folge 1926, 2. Folge 1926)